# سيوف مسعى التنين
سيوف مسعى التنين: الملكة المقنعة وبرج المرايا (ドラゴンクエストソード 仮面の女王と鏡の塔 دوراغون كويستو سودو: كامن نو جو تو كاغامي نو تو) هي لعبة فيديو تقمص الأدوار نشرتها سكوير إنكس لمنصة وي. اللعبة هي لعبة فرعية من سلسلة مسعى التنين.

## وصلات خارجية
- سيوف مسعى التنين على موقع IMDb (الإنجليزية)

- الموقع الرسمي
 (باليابانية)